# Лайв-Оук (Техас)
Лайв-Оук (англ. Live Oak) — місто (англ. city) в США, в окрузі Беар штату Техас. Населення — 15 781 особа (2020).

## Географія
Лайв-Оук розташований за координатами 29°33′19″ пн. ш. 98°20′24″ зх. д. / 29.55528° пн. ш. 98.34000° зх. д. (29.555395, -98.340042).  За даними Бюро перепису населення США в 2010 році місто мало площу 12,42 км², з яких 12,30 км² — суходіл та 0,11 км² — водойми.

## Демографія
Згідно з переписом 2010 року, у місті мешкала 13 131 особа в 5308 домогосподарствах у складі 3393 родин. Густота населення становила 1058 осіб/км².  Було 5632 помешкання (454/км²).
Расовий склад населення:
| - 70,9 % — білих - 13,4 % — чорних або афроамериканців - 3,6 % — азіатів - 0,5 % — корінних американців - 0,4 % — вихідців з тихоокеанських островів - 6,6 % — осіб інших рас |

До двох чи більше рас належало 4,7 %. Частка іспаномовних становила 35,0 % від усіх жителів.
За віковим діапазоном населення розподілялося таким чином: 23,5 % — особи молодші 18 років, 65,2 % — особи у віці 18—64 років, 11,3 % — особи у віці 65 років та старші. Медіана віку мешканця становила 35,5 року. На 100 осіб жіночої статі у місті припадало 91,4 чоловіків;  на 100 жінок у віці від 18 років та старших — 89,0 чоловіків також старших 18 років.
Середній дохід на одне домашнє господарство  становив 73 617 доларів США (медіана — 61 043), а середній дохід на одну сім'ю — 83 597 доларів (медіана — 79 300). Медіана доходів становила 47 589 доларів для чоловіків та 37 831 долар для жінок. За межею бідності перебувало 12,3 % осіб, у тому числі 14,0 % дітей у віці до 18 років та 9,1 % осіб у віці 65 років та старших.
Цивільне працевлаштоване населення становило 7353 особи. Основні галузі зайнятості: освіта, охорона здоров'я та соціальна допомога — 22,0 %, роздрібна торгівля — 17,5 %, науковці, спеціалісти, менеджери — 14,3 %.